# U-Bahn-Linie J/Z (New York City)
| Plan New Yorks mit der J- und Z-Linie |                      |                                                      |                                           |
| Spurweite: | 1435 mm (Normalspur) |                                                      |                                           |
| |                      |                                                      |                                           |
| \| \| \| Jamaica Center-Parsons/Archer \| \| \| \| Sutphin Boulevard/Archer Avenue/JFK Airport \| \| \| \| ( Jamaica Station AirTrain JFK) \| \| \| \| 121 Street ( Q10 nach JFK Airport) \| \| \| \| 11 Stationen \| \| \| \| Broadway Junction \| \| \| \| Myrtle Avenue \| \| \| \| 3 Stationen (während HVZ nur gegen die Lastrichtung) \| \| \| \| Marcy Avenue \| \| \| \| Williamsburg Bridge (East River) \| \| \| \| Essex Street \| \| \| \| Bowery Street Little Italy \| \| \| \| Canal Street \| \| \| \| (Übergang zur Lafayette Street \| \| \| \| und Broadway ) \| \| \| \| Chambers Street \| \| \| \| (Übergang zur Brooklyn Bridge City Hall ) \| \| \| \| Fulton Street \| \| \| \| (Übergang zur Fulton Street Station \| \| \| \| und Fulton Center ) \| \| \| \| Broad Street \| |                      |                                                      |                                           |
| Erklärung |                      |                                                      |                                           |
| Nicht alle Stationen dargestellt. |                      |                                                      |                                           |
| |                      | Jamaica Center-Parsons/Archer                        |                                           |
| |                      | Sutphin Boulevard/Archer Avenue/JFK Airport          |                                           |
| U-Bahn-Tunnelende |                      | ( Jamaica Station AirTrain JFK)                      | ( Jamaica Station AirTrain JFK)           |
| U-Bahn-Bahnhof |                      | 121 Street ( Q10 nach JFK Airport)                   | 121 Street ( Q10 nach JFK Airport)        |
| |                      | 11 Stationen                                         |                                           |
| U-Bahn-Bahnhof |                      | Broadway Junction                                    | Broadway Junction                         |
| U-Bahn-Bahnhof |                      | Myrtle Avenue                                        | Myrtle Avenue                             |
| |                      | 3 Stationen (während HVZ nur gegen die Lastrichtung) |                                           |
| |                      | Marcy Avenue                                         |                                           |
| |                      | Williamsburg Bridge (East River)                     |                                           |
| U-Bahn-Bahnhof Tunnelanfang |                      | Essex Street                                         | Essex Street                              |
| U-Bahn-Bahnhof (im Tunnel) |                      | Bowery Street Little Italy                           | Bowery Street Little Italy                |
| U-Bahn-Bahnhof (im Tunnel) |                      | Canal Street                                         | Canal Street                              |
| U-Bahn-Strecke (im Tunnel) |                      | (Übergang zur Lafayette Street                       | (Übergang zur Lafayette Street            |
| U-Bahn-Strecke (im Tunnel) |                      | und Broadway )                                       | und Broadway )                            |
| U-Bahn-Bahnhof (im Tunnel) |                      | Chambers Street                                      | Chambers Street                           |
| U-Bahn-Strecke (im Tunnel) |                      | (Übergang zur Brooklyn Bridge City Hall )            | (Übergang zur Brooklyn Bridge City Hall ) |
| U-Bahn-Bahnhof (im Tunnel) |                      | Fulton Street                                        | Fulton Street                             |
| U-Bahn-Strecke (im Tunnel) |                      | (Übergang zur Fulton Street Station                  | (Übergang zur Fulton Street Station       |
| U-Bahn-Strecke (im Tunnel) |                      | und Fulton Center )                                  | und Fulton Center )                       |
| U-Bahn-Kopfbahnhof Streckenende (im Tunnel) |                      | Broad Street                                         | Broad Street                              |

Die Linien J und Z der New York City Subway verbinden den Financial District in Manhattan mit Jamaica in Queens. Die Linien tragen eine braune Kennung.

## Verlauf

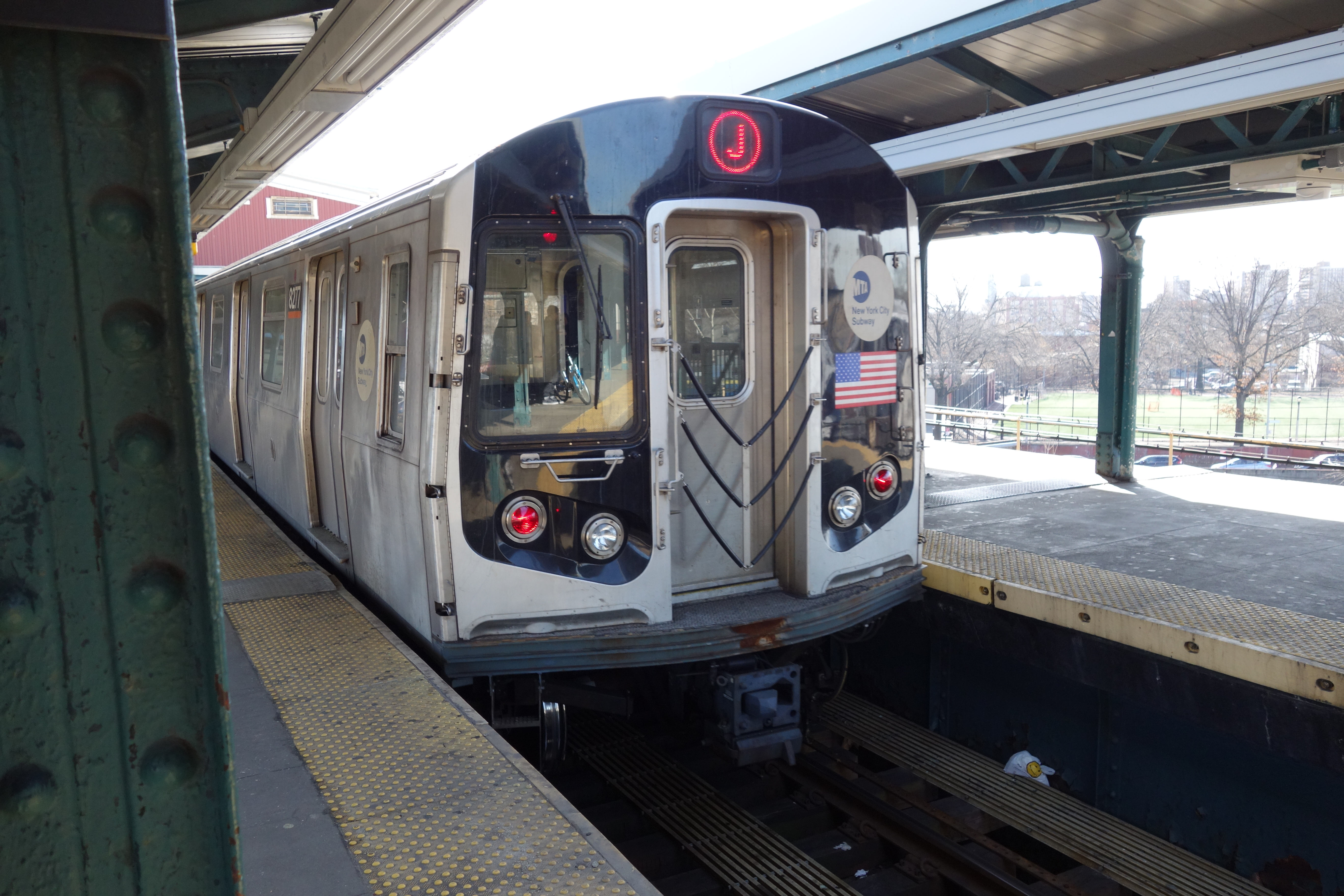
Zug der Linie J in der Station Broadway Junction

Die Linien beginnen an der Broad Street, verkehren unter der Nassau Street Richtung Norden bis auf Höhe der Williamsburg Bridge, biegen dann Richtung Osten ab und überqueren mit dieser den East River. In Brooklyn folgen J und Z auf einer Hochbahn dem Broadway und der Fulton Street, bevor sie über die Jamaica Avenue die Jamaica Station in Queens erreichen.
Die Züge der Linie J lassen während den Hauptverkehrszeiten zwischen Sutphin Boulevard und Myrtle Avenue einige Haltestellen aus, die während dieser Zeit von der Linie Z bedient werden. Zwischen Myrtle Avenue und Marcy Avenue verkehrt Linie J morgens stadteinwärts ohne Halt, nachmittags stadtauswärts ohne Halt. Die Linie Z verkehrt nur während der Hauptverkehrszeiten und bedient die Stationen zwischen Myrtle Avenue und Marcy Avenue nicht. An den Wochenenden verkehrt nur die Linie J, die dann alle Stationen bedient.

## Fahrzeuge
Im Oktober 2019 waren während der morgendlichen Hauptverkehrszeit 20 Züge auf den beiden Linien eingesetzt. Die Züge bestanden aus zwei vierteiligen Triebwagen aus den Baureihen R160 und R179. Die U-Bahn-Wagen stammen aus den 2000er und 2010er Jahren. Siemens und Alstom bauten die R160-Wagen, Bombardier die R179-Wagen. Alle Triebwagen haben einen Antrieb mit IGBT-Frequenzumrichter und Drehstrom-Asynchronmotoren.